# Жилина
Жи́лина (словац. Žilina, венг. Zsolna, нем. Sillein, пол. Żylina) — город на северо-западе Словакии, при впадении в реку Ваг рек Кисуцы и Райчанки, центр Жилинского края. Население составляет около 86 тысяч жителей.
В городе расположен Жилинский университет, местные достопримечательности — Будатинский замок, ансамбль Мариинской площади, многочисленные костёлы и дворцы.

## История
Регион был заселён славянами в V веке. Первое славянское городище на территории Жилины датируется IX веком. Город был впервые упомянут в 1297 году, в 1327 году получил городские права.
В конце XIII века Жилина сгорела в большом пожаре, в город потянулись немецкие колонисты, которые стали его отстраивать.
В 1381 году король Венгрии в ответ на жалобы словаков пожаловал городу Privilegium pro Slavis, закрепившее правило поочерёдного избрания словаков и немцев в мэрию города.
В XV веке начинается расцвет города. В XVI—XVII веке Жилина была центром реформации в Венгрии, в 1686 году началась рекатолизация города.
В XVIII веке на город обрушились пожары и эпидемии, город сильно пострадал. Во второй половине XIX века начинается второй расцвет города, здесь строятся многочисленные заводы и фабрики.
В ходе Второй мировой войны город был освобождён 30 апреля 1945 года войсками 4-го Украинского фронта в ходе Моравско-Остравской операции в составе: 138-й стрелковой дивизии полковника Васильева В. Е., 17-го гвардейского стрелкового корпуса генерал-лейтенанта Медведева Н. В., 3-й отдельной чехословацкой пехотной бригады полковника Селнера Ярослава, 1-го чехословацкого армейского корпуса генерала бригады Клапалека Карела, 146-й пушечной артиллерийской бригады полковника Миронова В. Ф.
Сегодня Жилина четвёртый по величине город Словакии, университетский город (с 1953 года). В 1960 году основан Жилинский университет. Древний центр города отреставрирован в 1990-х годах.
В 2006 году начал работу автомобилестроительный завод Kia Motors Slovakia. С 2008 года в Жилине проводится Фест Анча, посвящённый анимационному кино для взрослых.

## География
Жилина расположена на 49° с. ш. 18° в. д., город находится на 345 м над уровнем моря, в горной местности.

### Климат
Климат города влажный континентальный (Dfb) с теплым летом и относительно холодной зимой. Больше всего осадков выпадает в июне, меньше всего — в феврале. Климатическое лето длится около 3 месяцев, с июня по август, зима — с декабря по февраль. Самый длинный световой день в июне-июле (16 часов), самый короткий — в декабре (8 часов).
| Показатель                    | Янв. | Фев. | Март | Апр. | Май  | Июнь | Июль | Авг. | Сен. | Окт. | Нояб. | Дек. | Год  |
| ----------------------------- | ---- | ---- | ---- | ---- | ---- | ---- | ---- | ---- | ---- | ---- | ----- | ---- | ---- |
| Средний суточный максимум, °C | 0    | 3    | 8    | 14   | 20   | 22   | 25   | 25   | 20   | 14   | 6     | 1    | 13,2 |
| Средний суточный минимум, °C  | −5   | −5   | −1   | 3    | 8    | 10   | 12   | 12   | 9    | 5    | 0     | −4   | 3,7  |
| Норма осадков, мм             | 28,5 | 26,7 | 31,0 | 40,8 | 48,2 | 69,9 | 68,4 | 51,9 | 47,4 | 41,9 | 39,1  | 34,2 | 528  |
| Источник: WeatherAtlas        |      |      |      |      |      |      |      |      |      |      |       |      |      |

## Население
Численность населения города Жилина.
| Население Жилины |           |      |           |      |           |
| Год              | Население | Год  | Население | Год  | Население |
| 1890             | 4100      | 1950 | 18000     | 1980 | 83000     |
| 1900             | 5600      | 1961 | 32500     | 1991 | 83911     |
| 1910             | 9200      | 1965 | 37000     | 2001 | 85400     |
| 1921             | 12000     | 1970 | 41800     | 2011 | 81494     |
| 1930             | 17500     | 1975 | 56000     | 2021 | 82656     |

## Известные уроженцы, жители
- Дубовцова, Яна (род. 1952) — словацкий юрист и государственный деятель.
- Млынарчик, Алекс (род. 1934) — словацкий художник-акционист.
- Любомир Фельдек (род.1936) — словацкий поэт и писатель.

## Транспорт
В Жилине транспорт представлен автобусами и троллейбусами; движение троллейбусов было открыто в 1994 году.

## Спорт
В городе играет футбольный клуб «Жилина», выступающий в Цоргонь-Лиге.

## Города-побратимы
- Измир, Турция (1997)[4]
- Красноярск, Россия (2011)[5]
- Бельско-Бяла, Польша
- Благоевград, Болгария
- Корби, Великобритания
- Котону, Бенин
- Чеховице-Дзедзице, Польша
- Чанчунь, КНР
- Днепр, Украина
- Феррара, Италия
- Фридек-Мистек, Чехия
- Гродно, Белоруссия
- Ханья, Греция
- Кикинда, Сербия
- Нантер, Франция